# Sonoplastia
Sonoplastia é a comunicação pelo som. Abrangendo todas as formas sonoras - música, efeitos sonoros e falas, e recorrendo à manipulação de registros de som,  a sonoplastia estabelece uma linguagem através de signos e significados, que se dividem em ruídos naturais e ruídos de efeito.
Sonoplastia (do Lat. sono, som + Gr. plastós, modelado) é um termo exclusivo da língua portuguesa que surge na década de 60 com o teatro radiofônico, como a reconstituição artificial dos efeitos sonoros que acompanham a ação. Esta definição é extensiva ao teatro, cinema, rádio, televisão e web. Antes designada como composição radiofônica, tinha por função a recriação de sons da natureza, de animais e objetos, de ações e movimentos, elementos que em teatro radiofônico têm de ser ilustrados ou aludidos sonoramente. Incluía ainda a gravação e montagem de diálogos e a seleção, a gravação e alinhamento de música com uma função dramatúrgica na ação ou narração. O sonorizador, auxiliado por um contra-regra que produzia efeitos sonoros em direito (foley effects / bruitage), tais como a abertura de uma porta à chave e o consequente fechamento, passos caminhando em pisos de diferentes superfícies, ou o galope de um cavalo efetuado com casca de coco percutida, ou ainda auxiliado por um operador de som que manipulava os discos de efeitos sonoros de 78 RPM, controlava a mistura dos vários elementos sonoros com a voz gravada. 
A sua posterior associação à televisão e ao cinema documental toma sutis variações e formas, recorrendo aí com maior incidência à seleção de músicas para o acompanhamento de sequências de imagem, ou como música de fundo de uma narração.
Todo o som utilizado em uma construção sonora audiovisual tem o objetivo de ilustrar/destacar movimentos ou ações que ocorrem na sequência de uma cena, diálogo, locução, etc. A montagem do áudio na sonoplastia pode conter elementos que reforcem a naturalidade do que está ocorrendo, ou fazer com que o receptor tenha uma percepção diferente do que seria o som natural daquela ação.
Para a realização de criações sonoras, podemos classificar os efeitos sonoros em dois tipos:
Efeitos editoriais - São eventos sonoros que não exigem grande complexidade de obtenção e manipulação, por exemplo: ruídos de rato, buzinas, assovios, etc.
Efeitos principais - São eventos sonoros que necessitam um trabalho de produção e pesquisa mais elaborados. Muitas coisas  na criação daquele som demandam um grande tempo para ser alcançada e demanda um grande esforço criativo do sonoplasta. Por exemplo: som de uma nave espacial que percorre velocidades enormes, sons de animais extintos.

## Sonoplasta em teatro
Atualmente, o sonoplasta é um dos elementos da equipe criativa, assim como o cenógrafo, o figurinista, e o desenhador de luz, que trabalhando com o encenador na busca do conceito de uma banda de som consistente e coesa com as outras áreas de criação, explora as possibilidades expressivas do som, fornecendo uma realidade física, real ou imaginária, um mundo lógico e coerente, recriando cenários, objetos ou danças.

## Desenho de som em teatro
É o processo técnico e criativo da utilização de um sistema de sonorização, que permita o controle sobre diferentes parâmetros electroacústicos de qualquer fonte sonora, acústica ou gravada, para a exploração do envolvimento sonoro de um espectáculo, criando diferentes planos e perspectivas de difusão de som num auditório ou ao ar livre, criando imagens sonoras através de um som “vivo” e não intrusivo, mantendo a teatralidade do espectáculo.

## Designer de som
Segundo terminologia do cinema, é um dos elementos da equipa artística, assim como o director de fotografia, figurinista, cenógrafo, aderecista, efeitos especiais e outros, que trabalha com o realizador no desenvolvimento do conceito geral da estética de som, nos diálogos e nos efeitos sonoros, comunicando com o compositor, criando e editando sons individuais, coordenando ainda os processos de trabalho e os objectivos dos vários departamentos, incluindo a bruitage (Fr.) ou foley (EUA), a dobragem de diálogos ou "ADR" - Automatic Dialogue Replacement (EUA).
Ao contrário do chefe do departamento de som de um estúdio, o designer de som não é somente um coordenador mas também a força central criativa. Esse conceito sonoro sobre o filme está relacionado organicamente com a narrativa e as necessidades temáticas do filme, e tem uma integridade em que todos os processos decorrentes, da rodagem à pós-produção e mistura final, deverá estar centrada numa pessoa – o designer de som. É ele que desenvolve um estilo, explora as possibilidades expressivas do som, cria ligações dramáticas entre personagens, locais e objectos através de elementos sonoros, alargando a resposta emocional do filme através da sutil transformação do material sonoro, moldando-o.

### Designer de efeitos sonoros ou criação de efeitos sonoros
À técnica de criação de efeitos sonoros síncronos ou ao vivo denomina-se em inglês foley e em francês bruitage.

### Designer de sistema de som
Especificação de um sistema de sonorização - P.A. (Public Adress, em português "endereço público"), para uma sala ou para um evento, dimensionando-o de acordo com a capacidade de público no recinto e a sua acústica e de acordo com as necessidades especificas desse evento, coordenando a montagem e afinação desse sistema.